# Curetis menestratus
Curetis menestratus är en fjärilsart som beskrevs av Hans Fruhstorfer 1908. Curetis menestratus ingår i släktet Curetis och familjen juvelvingar. Inga underarter finns listade i Catalogue of Life.